# Веллі-Грін (Пенсільванія)
Веллі-Грін (англ. Valley Green) — переписна місцевість (CDP) в США, в окрузі Йорк штату Пенсільванія. Населення — 3412 особи (2020).

## Географія
Веллі-Грін розташоване за координатами 40°9′24″ пн. ш. 76°47′41″ зх. д. / 40.15667° пн. ш. 76.79472° зх. д. (40.156687, -76.794638).  За даними Бюро перепису населення США в 2010 році переписна місцевість мала площу 3,62 км², уся площа — суходіл.

## Демографія
Згідно з переписом 2010 року, у переписній місцевості мешкало 3429 осіб у 1325 домогосподарствах у складі 985 родин. Густота населення становила 946 осіб/км².  Було 1359 помешкань (375/км²).
Расовий склад населення:
| - 93,8 % — білих - 1,8 % — чорних або афроамериканців - 0,6 % — азіатів - 0,3 % — корінних американців - 1,4 % — осіб інших рас |

До двох чи більше рас належало 2,0 %. Частка іспаномовних становила 3,7 % від усіх жителів.
За віковим діапазоном населення розподілялося таким чином: 25,3 % — особи молодші 18 років, 68,5 % — особи у віці 18—64 років, 6,2 % — особи у віці 65 років та старші. Медіана віку мешканця становила 35,9 року. На 100 осіб жіночої статі у переписній місцевості припадало 94,9 чоловіків;  на 100 жінок у віці від 18 років та старших — 91,3 чоловіків також старших 18 років.
Середній дохід на одне домашнє господарство  становив 73 696 доларів США (медіана — 75 984), а середній дохід на одну сім'ю — 78 636 доларів (медіана — 80 875). Медіана доходів становила 54 254 долари для чоловіків та 41 445 доларів для жінок. За межею бідності перебувало 9,9 % осіб, у тому числі 16,2 % дітей у віці до 18 років та 0,0 % осіб у віці 65 років та старших.
Цивільне працевлаштоване населення становило 2102 особи. Основні галузі зайнятості: освіта, охорона здоров'я та соціальна допомога — 20,0 %, виробництво — 11,7 %, роздрібна торгівля — 11,6 %.